# Велика синагога (Полтава)
Велика синагога відома як Перша кам'яна синагога в Полтаві, розташовувалась на вулиці Іванівській (Гоголя) № 6. Вперше відомості про неї з'являються на плані міста 1847 року. На той час вона була дерев'яною і єдиною в Полтаві. У 1850 році замість неї зводиться кам'яна синагога площею 1924 кв. м. Вона поклала початок будівництву цілої низки культових споруд в кварталі на Іванівській вулиці. Після зведення на сусідніх ділянках ще трьох культових споруд (Великої хоральної синагоги, Будинки Рабина і синагоги Міснагдім), перша кам'яна синагога використовується як молитовний будинок, школа та для інших конфесійних потреб.
Прямокутна в плані будівля синагоги головним фасадом виходило на вулицю, розташовувалося по червоній лінії. Будівля півтораповерхова, входи в неї розташовувалися з двору. На жаль ім'я автора проекту до нас не дійшло, але не викликає сумніву, що ним був один з архітекторів креслярської, заснованої губернським правлінням ще в 1802 році і керованої першим полтавським архітектором Михайлом Амвросимовим. Зовнішній вигляд будівлі синагоги відповідає напрямку архітектурної творчості зодчих першої половини XIX століття із застосуванням елементів і форм класичного стилю. Невеликі житлові і громадські будівлі того часу створювалися в пропорціях зазначеного стилю: рустовані пілястри, чіткий ритм арочних вікон, завершених псевдо-сандриками, широко розвинена фризова частина стін, карнизи з модульйонамі і т. ін.
У 1930-х роках ця будівля була націоналізована і була перебудована. До 1941 року в колишній синагозі був Палац піонерів і Аероклуб, в повоєнні роки тут розміщувалася поліклініка, а зараз — відділення Полтавського базового медичного коледжу.